# 君を抱いて眠りたい
「君を抱いて眠りたい」（きみをだいてねむりたい）は、鈴木雅之の曲。作詞は松井五郎、作曲はUZAによる。

## 解説
2004年11月17日に28枚目のシングルとして発売されたが、2005年には別バージョンと「その愛のもとに」のカップリングによる両A面の「その愛のもとに/君を抱いて眠りたい」が次作シングルとして発売された。また同年4月発売アルバム『Ebony & Ivory』にオリジナル・バージョンが収録された。
化粧品メーカー、ラブルネッサンスのCM曲に使用された。

## オリジナル・シングル収録曲
1. 君を抱いて眠りたい
作詞：松井五郎　作曲：UZA　編曲：大野宏明
2. The Other End Of Time
作詞・作曲：UZA
3. 君を抱いて眠りたい （Instrumental）